# NCAA Division I Men’s Tennis Championships 1981
Bei den NCAA Division I Men’s Tennis Championships wurden 1981 die Herrenmeister im US-amerikanischen College Tennis ermittelt. Gespielt wurde vom 16. bis zum 24. Mai in Athens, Georgia. Als Gastgeberin fungierte die University of Georgia.

## Mannschaftsmeisterschaften
| Nr. | Spieler    | Erreichte Runde |
| --- | ---------- | --------------- |
| 1.  | UCLA       | Finale          |
| 2.  | Stanford   | Sieg            |
| 3.  | Pepperdine | Viertelfinale   |
| 4.  | USC        | Vierter Platz   |

| Nr.   | Spieler  | Erreichte Runde |
| ----- | -------- | --------------- |
| 5.–8. | Arkansas | Viertelfinale   |
| 5.–8. | Clemson  | Viertelfinale   |
| 5.–8. | Houston  | 1. Runde        |
| 5.–8. | SMU      | 1. Runde        |

## Einzel
| Nr. | Spieler         | Erreichte Runde |
| --- | --------------- | --------------- |
| 1.  | Chip Hooper     | Viertelfinale   |
| 2.  | Glenn Michibata | Viertelfinale   |
| 3.  | Mike Bauer      | 3. Runde        |
| 4.  | Tim Mayotte     | Sieg            |
| 5.  | Scott Davis     | 3. Runde        |
| 6.  | John Benson     | 2. Runde        |
| 7.  | Marcel Freeman  | 2. Runde        |
| 8.  | Robbie Venter   | Achtelfinale    |

| Nr.    | Spieler      | Erreichte Runde |
| ------ | ------------ | --------------- |
| 9.–16. | Mark Dickson | 3. Runde        |
| 9.–16. | Drew Gitlin  | Halbfinale      |
| 9.–16. | Jim Gurfein  | Finale          |
| 9.–16. | Mike Leach   | Achtelfinale    |
| 9.–16. | Nduka Odizor | Halbfinale      |
| 9.–16. | David Pate   | 2. Runde        |
| 9.–16. | Jeff Robbins | 2. Runde        |
| 9.–16. | Derek Tarr   | 3. Runde        |

## Doppel
| Nr. | Paarung                      | Erreichte Runde |
| --- | ---------------------------- | --------------- |
| 1.  | John Davis Blaine Willenborg | Achtelfinale    |
| 2.  | Peter Doohan Pat Serret      | Finale          |
| 3.  | David Pate Karl Richter      | Sieg            |
| 4.  | Mike Bauer Yair Wertheimer   | Achtelfinale    |

| Nr.   | Paarung                     | Erreichte Runde |
| ----- | --------------------------- | --------------- |
| 5.–8. | Jeff Arons Mike Falberg     | 2. Runde        |
| 5.–8. | Scott Davis Scott Bondurant | Viertelfinale   |
| 5.–8. | Drew Gitlin Jérôme Vanier   | 2. Runde        |
| 5.–8. | Nduka Odizor David Dowlen   | Halbfinale      |